# 1820 en Lorraine
Chronologie de la Lorraine
- 1816
- 1817
- 1818
- 1819
- 1820
- 1821
- 1822
- 1823
- 1824

Cette page est une liste d'événements qui se sont produits durant l'année 1820 en Lorraine.

## Éléments de contexte
- Entre 1820 et 1875, la famine et le chômage poussent de nombreux Lorrains à émigrer en Amérique du Nord[1].
- En 1820, il fallait 2 jours de voyage en diligence pour rejoindre Paris. Avec l'amélioration progressive des routes, en 1823, le trajet Metz-Paris peut être couvert en 42 heures, en 1837 36 heures et enfin 30 heures en 1843[2].
- Lors d'un sondage à Rosières-aux-Salines on découvre la présence d'un important gisement de sel dans la région[3],[4].

## Événements

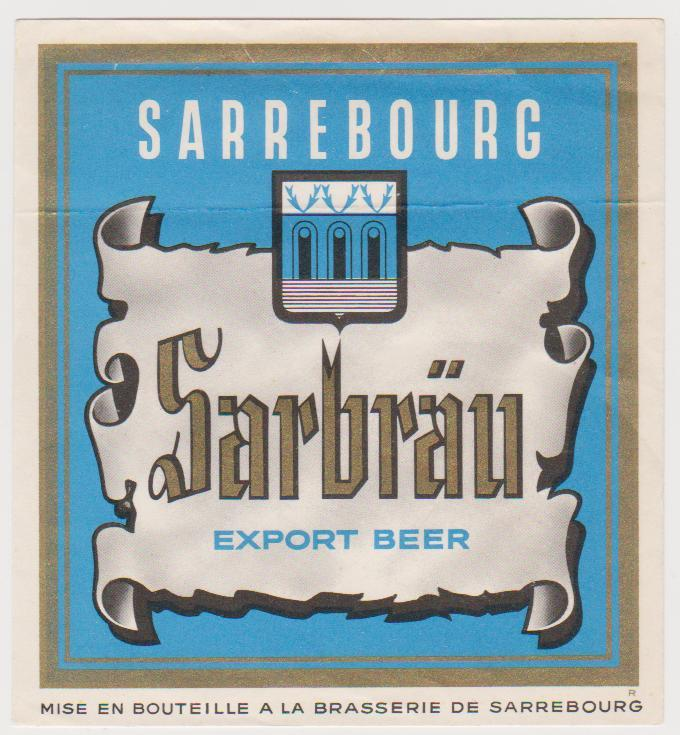

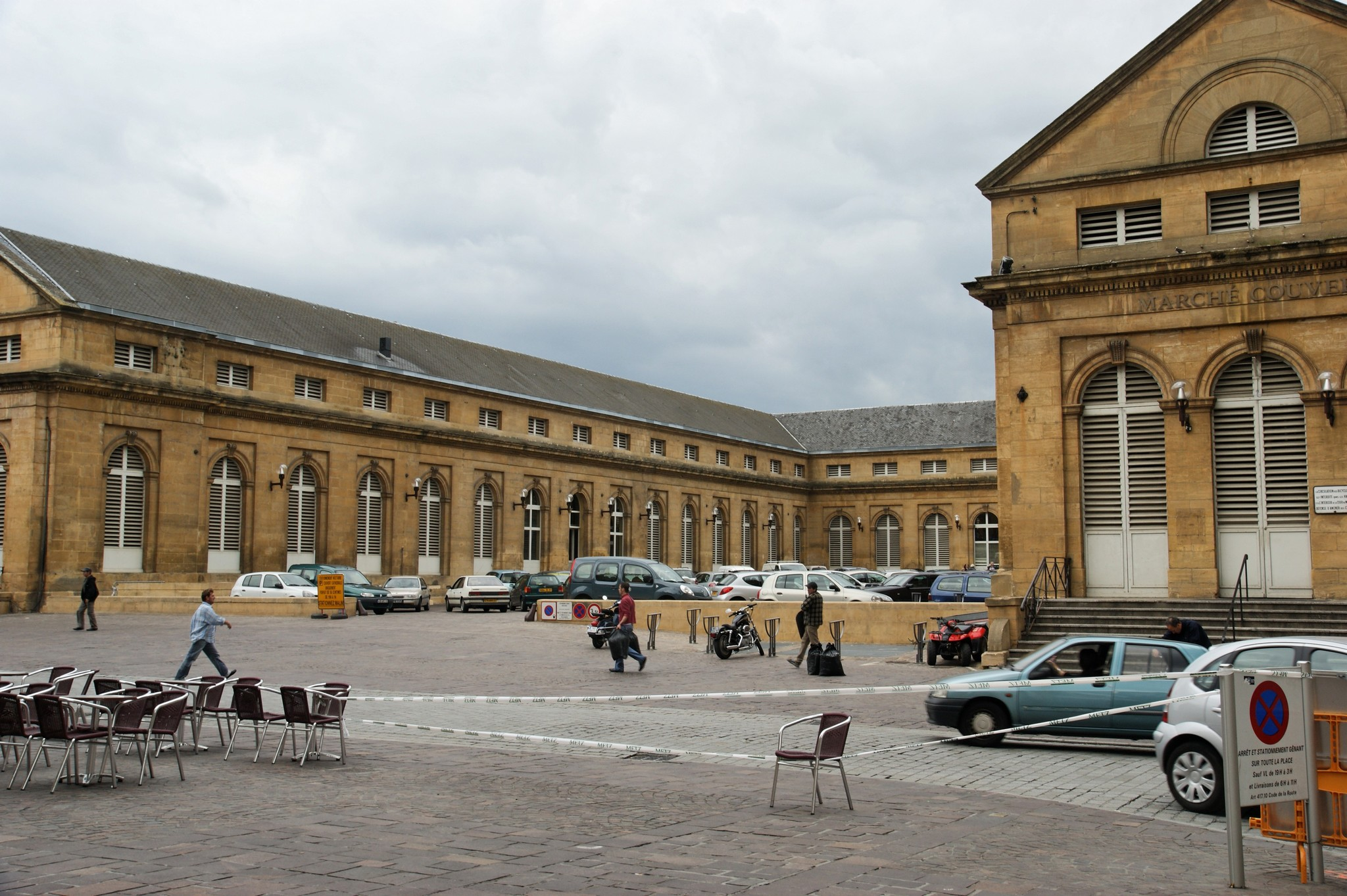
Marché couvert de Metz

- Fondation de la Brasserie de Sarrebourg par la famille Antoni[5], elle s'appelle alors Brasserie du Dauphin[6]. elle sera fermée en 1970[6].
- Achèvement par Pierre-Sylvestre Jaunez des travaux du marché couvert de Metz[7]. Les travaux de l'édifice avaient été commencés dans le but de construire la résidence de l'évêque[8].

- Avril 1820 : Alexis de Tocqueville commence ses études à Metz[9].
- 29 septembre - 14 octobre : Fête donnée par le lieutenant général commandant la division, les maréchaux de camp employés à Metz... et... par les officiers... stationnés dans ladite place, pour célébrer la naissance de S. A. R. Mgr le duc de Bordeaux[10]
- 13 et 20 novembre : sont élus députés 
  - du collège de la Meurthe : Antoine Nicolas François Dubois de Riocour, jusqu'en 1827, siégeant dans la majorité soutenant les gouvernements de la Restauration et Antoine Jankovicz de Jeszenicze, siégeant dans la majorité soutenant les gouvernements de la Restauration.
  - du collège du département de la Meuse : Jean-Baptiste Raulin qui siège à gauche jusqu'en 1824, dans l'opposition à la Restauration.
  - du collège de département de la Moselle : Joseph-Gaspard d'Hoffelize, Jacques Le Bourgeois du Cherray député de 1816 à 1818 et de 1820 à 1823, siégeant à droite, dans la majorité soutenant les gouvernements de la Restauration et Joseph de Turmel. Disposé tout d'abord à protester contre les mesures réactionnaires du ministère, il se range peu à peu dans le camp ministériel[11].
  - du Collège du département des Vosges : Louis Léopold Buquet, réélu. Il siège avec la gauche modérée jusqu'en 1824.

## Naissances

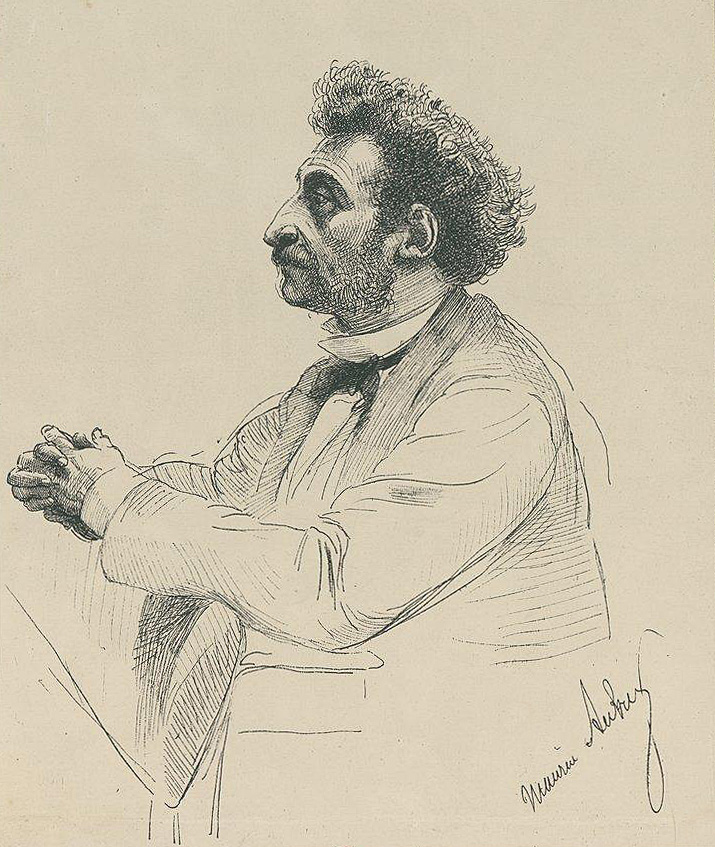
Maurice Aubry.

- 10 janvier à Allarmont : Henri Valentin, mort le 11 août 1855 à Strasbourg,  dessinateur français ayant collaboré aux journaux Le Magasin pittoresque et L'Illustration.
- 1er mai à Metz : Léon Legouest (1820-1889), médecin militaire, professeur de clinique chirurgicale au Val-de-Grâce et inspecteur général de la IIIe République.
- 14 juin à Sierck-les-Bains : Victor De Bornschlegel, mort le 29 janvier 1893 à Paris est un peintre français.
- 22 septembre à Mirecourt : Maurice Aubry est un journaliste, banquier et homme politique français décédé le 2 août 1896 à Paris.
- 9 octobre à Metz : Charles-François Champigneulle, mort le 11 août 1882 à Savonnières-devant-Bar, est un industriel français.
- 23 octobre à Lunéville : Louis Henry Antoine, mort à Amiens le 22 janvier 1900, architecte français.
- 17 novembre à Lalœuf : Léon Vautrin, mort à Frouard en 1884[12], architecte français.

## Décès

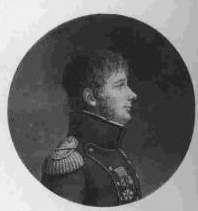
Louis-Nicolas de Razout

- aux Paroches (Meuse) : Charles Nicolas Tocquot, homme politique français né le 19 juin 1752 aux Paroches (Meuse).
- 10 janvier à Metz : Louis-Nicolas comte de Razout, né le 8 mars 1772 à Paris, général français de la Révolution et de l’Empire[13].
- 27 mars à Nancy : Jean Hyacinthe de Bouteiller, homme politique français né le 27 juin 1746 à Saulx-lès-Champlon (Meuse).
- 18 avril : Michel Villot de La Tour, né le 16 juin 1752 à Toul (Meurthe-et-Moselle), général de brigade de la Révolution française.
- 25 avril à Ancy-sur-Moselle : Jean du Teil de Beaumont, né le 7 juillet 1738 à La Côte-Saint-André (Isère), général français de la Révolution et de l’Empire, théoricien de l'artillerie (système de Gribeauval).
- 3 mai, à Metz : Nicolas François Berteaux est un homme politique français né le 10 octobre 1743 à Metz (Moselle).
- 14 mai à Lunéville : François Bailly, homme politique français né le 3 octobre 1747 à Baccarat (Meurthe (département)).
- 21 mai à Arcefays (commune de Vaubecourt : Jean-Baptiste Choisy, cultivateur et un homme politique français né le 19 avril 1742 à Séry (Ardennes).